# Материнский инстинкт (фильм)
«Материнский инстинкт» (англ. Mothers' Instinct) — художественный фильм режиссёра Бенуа Дельомма, ремейк одноимённого французского фильма 2018 года Оливье Массе-Депассе. Главные роли в фильме исполнили Джессика Честейн и Энн Хэтэуэй.
«Материнский инстинкт» вышел в прокат в Литве 8 марта 2024 года, 27 марта — в Великобритании и Ирландии, 28 марта — в России.

## Сюжет
В 1960 году, в пригороде Америки, две домохозяйки, Элис (Джессика Честейн) и Селин (Энн Хэтэуэй), живут по соседству и обе являются матерями мальчиков одного возраста. Элис устраивает вечеринку-сюрприз в честь дня рождения Селин, во время которой становится очевидной напряжённость в отношениях между Элис и её мужем. На следующий день сын Селин, Макс, заболел и не пошёл в школу. Элис во время работы в саду замечает Макса, который неуверенно стоит на балконе и пытается повесить скворечник, который он смастерил в школе. Она пытается пройти через короткий проход в заборе, который сделали дети, но у неё ничего не получается, поэтому она обегает вокруг дома к двери и пытается предупредить его мать, но двое они не успевают прибежать к мальчику вовремя, и Макс падает и разбивается насмерть.
После смерти сына Селин отдаляется от Элис, но становится ближе к её сыну Тео. На похоронах Макса Тео замечает в гробу Макса одну из своих игрушек, оставленных ранее в саду Селин, и пытается забрать его, на что родители Тео под шум и крики убегают с ним из церкви. После похорон Селин на месяц уезжает в неизвестном направлении, а когда возвращается, то примиряется с Элис. Однажды Элис оставляет Тео с Селин у себя дома и видит, как Тео играет с мыльными пузырями на том самом балконе, с которого упал Макс. Она впадает в панику, думая, что её ребёнок повторит судьбу Макса, и бежит к нему, но на этот раз ей удаётся перебраться через забор и сразу же оказывается рядом с домом Селин. Селин появляется рядом с Тео, объясняя, что она была там и присматривала за ребёнком, но она быстро заметила, что Элис может перелезть через забор ради своего сына, когда как к Максу Элис не успела. Элис также замечает это и думает, что инцидент был попыткой Селин проверить ее. Тео ещё больше сближается с Селин, вплоть до того, что приглашает её на свой день рождения к большому разочарованию Элис. Вечеринка проходит, как и ожидалось, но после этого свекровь Элис (мать мужа) внезапно падает в обморок, умирая от сердечного приступа.
Свекровь Элис принимала лекарства от сердца, но вскрытие, проведённое по просьбе Элис и скрытое от мужа, не выявило никаких следов этого лекарства в её крови. Элис подозревает, что Селин заменяла лекарство на плацебо, но её попытки найти доказательства оказываются бесплодными. Подозрения Элис усиливаются, когда Тео попадает в больницу после тяжёлой аллергической реакции в доме Селин, и Элис считает, что Селин намеренно поощряла Тео есть пищу, на которую у него аллергия. Однажды Элис заходит в дом Селин, когда той нет дома, чтобы попытаться найти улики, но Селин ловит её и приказывает уйти.
Элис и её муж подумывают о том, чтобы переехать в другой город, но в конце концов они мирятся после того, как Тео угрожает покончить с собой в ответ на их вражду. Позже муж Элис соглашается на переезд всей семьёй, и эту новость Элис рассказывает Селин. Позже той же ночью Селин убивает своего мужа, усыпив его хлороформом и перерезав ему запястье, чтобы это выглядело как самоубийство. Элис и её муж разрешают, казалось бы, обезумевшей от горя Селин остаться с ними, но пока Элис идёт в дом Селин, чтобы собрать остальные вещи Селин, Селин усыпляет хлороформом мужа Элис и Тео. Когда Элис узнаёт об этом, они с Селин дерутся. Элис сначала отбивается от попытки Селин насильно усыпить её, но позже Селин все же удаётся усыпить её и убить её и мужа, отключив их котёл, чтобы инсценировать утечку газа. Она спасает спящего Тео, выбирается с ним наружу, а позже усыновляет его.

## В ролях
- Джессика Честейн — Элис
- Энн Хэтэуэй — Селин
- Андерс Даниэльсен Ли — Саймон
- Джош Чарльз — Дэмиан
- Имон О’Коннелл — Тео
- Каролин Лагерфельт — бабушка Джин
- Бейлен Д. Бьелиц — Макс

## Производство
В октябре 2020 года стало известно, что Джессика Честейн и Энн Хэтэуэй исполнят главные роли в фильме, а режиссёром станет Оливье Массе-Депассе. Честейн также выступила в качестве исполнительного продюсера через свою компанию Freckle Films. В июне 2022 года стало известно, что Бенуа Дельомм стал режиссёром после того, как Массе-Депассе отказался от участия в проекте из-за семейных обязательств. Джош Чарльз и Андерс Даниэльсен Лие также присоединились к актёрскому составу фильма.
Съёмки начались 25 мая 2022 года в округе Юнион, штат Нью-Джерси.
Абсолютное большинство вещей в кадре — родом из 1950-х и 1960-х. Никто из брендов одежду для фильма не предоставлял.

## Релиз
В мае 2022 года права на прокат фильма в США приобрела кинокомпания Neon. Показы картины в Великобритании и Ирландии осуществляла StudioCanal, в Канаде, Австралии и Новой Зеландии — Amazon MGM Studios, а в России — «Вольга».
Фильм «Материнский инстинкт» вышел в Литве 8 марта 2024 года. 27 марта 2024 года состоялась премьера в Великобритании и 28 марта 2024 года в России. В китайский прокат лента попала 24 мая 2024 года и показывалась в 2500 кинотеатрах. В Испании «Материнский инстинкт» выпустила компания Vértice 360 14 июня 2024 года; триллер показывался в 290 кинотеатрах.

## Отзывы и оценки
На агрегаторе рецензий Rotten Tomatoes у фильма 55 % положительных отзывов, средняя оценка — 5,5/10. Консенсус критиков гласит: «„Материнский инстинкт“ — приятный для восприятия фильм с участием Джессики Честейн и Энн Хэтэуэй, правда, звёздам мешает слабый сюжет и нестабильная динамика». На агрегаторе Metacritic средневзвешенная оценка картины составляет 46 из 100 на основании 11 рецензий, что подразумевает «смешанные или средние» отзывы.
Гай Лодж из Variety отметил: «„Материнский инстинкт“ не цепляет: здесь не чувствуется ни блеска отличной мелодрамы, ни сметливости качественного нуара. Подобно несочетающимся между собой героиням, [фильм] постоянно, судорожно пытается найти себя, а мы сидим, заинтригованные, и с напряжением ждём, когда же это случится».